# Sanja Milosavljević
Sanja Milosavljević (puno ime Sanja Milosavljević-Barbarić) (23. ožujka 1955.), srbijanska glumica rođena u Beogradu. U Hrvatskoj najpoznatija po ulozi Marženke u prvoj (Praški studenti) i posljednjoj epizodi Velog mista (Ispunjeno obećanje) snimanih tijekom 1980. i 1981. godine, čime je i završila njezina filmska karijera. 
Prvi film u kojem je odigrala i jednu od glavnih uloga je Crni petak iz 1975. U njemu je odigrala ulogu Marije Molerović, kao djevojke. Sljedeća uloga dopala ju je 1979. u filmu Osvajanje slobode. Za njim slijedi uz Predraga Ejdusa kratki film Mama (1980) i komedija Razvod braka iz 1981., gdje je odigrala Smiljku.
Sanja Milosavljević-Barbarić supruga je glumca Mladena Barbarića, u Velom mistu poznatom kao Pegula. 